# 萨尔科 (热尔省)
萨尔科（法語：Sarcos）是法国热尔省的一个市镇，属于米朗德区马瑟布县（Masseube）。该市镇总面积6.41平方公里，2009年时的人口为74人。

## 人口
萨尔科人口变化图示